# Friedrich von Zoller (General, 1762)

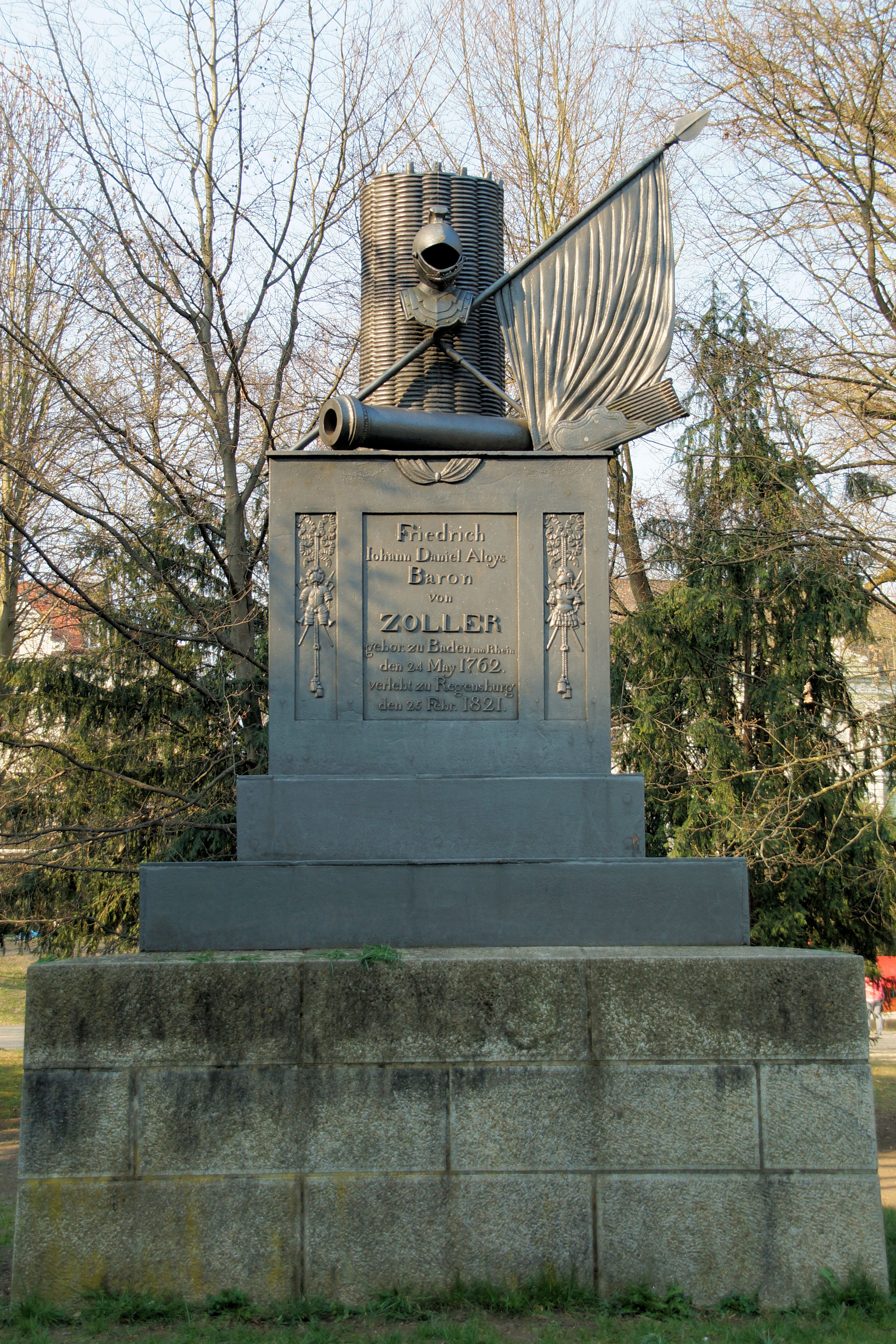
Denkmal für Friedrich von Zoller in der Ostenallee, Regensburg, 1821

Friedrich Johann Daniel Alois von Zoller, ab 1816 Freiherr von Zoller (* 25. Mai 1762 in Baden-Baden; † 25. Februar 1821 in Regensburg) war ein bayerischer Generalleutnant.

## Leben
Er entstammte einer ursprünglich elsässischen Familie, deren Vorfahr Jacob Zoller im Jahr 1674 in Wien in den rittermäßigen Reichsadelsstand erhoben worden war.
Da sein Vater als Oberst in französischem Dienst das Régiment royal allemand des Royal Deux-Ponts befehligte, wurde Friedrich in der Pagerie des Chefs dieses Regiments, des Herzogs Karl II. August von Pfalz-Zweibrücken, erzogen. Am 8. April 1779 wurde er zum Unterleutnant in diesem Regiment ernannt und nahm mit ihm im Amerikanischen Unabhängigkeitskrieg (1775–1783) teil. Nachdem er zum Premierleutnant, später zum Adjutant-Major aufgestiegen war, berief ihn der spätere Kurfürst und bayerische König Maximilian I. nach Ausbruch der Revolution in die Heimat zurück und verpflichtete ihn für sein Leib-Garderegiment. Mit diesem nahm Zoller in den Jahren 1793/94 im Stab des preußischen Generals Friedrich Ludwig Fürst von Hohenlohe-Ingelfingen im Koalitionskrieg gegen Frankreich teil. Danach kam er im Jahr 1799 in kurfürstlich bayerische Dienste.
Nur wenig später kämpfte er 1800 im Zweiten Koalitionskrieg als Major im Bataillon Wrede erneut gegen Frankreich. In der Nacht vom 5. auf den 6. März 1800 wurde er in der Schlacht bei Meßkirch schwer verwundet und verlor ein Auge. Für sein Wirken erhielt Zoller eine öffentliche Anerkennung und mit kurfürstlichem Reskript vom 26. Mai 1800 das Militär-Ehrenzeichen. Bei Ausbruch des Krieges gegen Österreich führte er 1805 als Oberstleutnant an der Tiroler Grenze ein Korps Gebirgsschützen. Nachdem Zoller am 10. Februar 1806 das Offizierskreuz der Ehrenlegion erhalten hatte, wurde er am 1. März 1806 zum Ritter des neugeschaffenen Militär-Max-Joseph-Orden ernannt.
Im Feldzuge von 1806/07 gegen die Preußen kommandierte er als Oberst ein leichtes Infanterieregiment, 1809 im Kriege gegen Österreich und 1812 im Feldzug gegen Russland war er ebenfalls Oberst und Regimentskommandeur. Im Laufe dieses Russlandfeldzugs wurde er zum Generalmajor und Brigadier befördert.
Auf dem Rückmarsch nach Bayern wurden in Plotzk an der Weichsel aus den Resten der bayerischen Regimenter neue Truppenkörper gebildet. Zoller erhielt dort das Kommando über die 2. Infanterie-Brigade, mit der er am 20. Januar 1813 in Thorn einrückte und von den Franzosen die Besatzung der Stadt übernahm. Am 18. April übergab er die Stadt und kehrte nach Bayern zurück.
Am 30./31. Oktober kämpfte Zoller auf Seiten der Verbündeten in der Schlacht bei Hanau, wurde zum Generalleutnant und Divisionskommandeur befördert und danach mit der Leitung der Belagerung der Festung Hüningen beauftragt, die erst am 14. April des folgenden Jahres nach Anerkennung des Königs Ludwig XVIII. beendet wurde. Dafür zeichnete ihn Kaiser Franz I. mit dem Kleinkreuz des Militär-Maria-Theresien-Orden aus und der preußische König Friedrich Wilhelm III. würdigte ihn mit dem Roten Adlerorden I. Klasse.
Im Jahr 1815 führte Friedrich von Zoller die 4. Infanterie-Division in den Krieg, kam aber kaum zum Einsatz.
Am 30. Januar 1816 wurde Friedrich von Zoller in Anerkennung seiner Verdienste im Königreich Bayern bei der Freiherrnklasse immatrikuliert. Außerdem ehrte ihn der französische König am 31. Dezember 1819 mit dem Ritterkreuz des Ordre royal et militaire de Saint-Louis.
Der bayerische Generalleutnant Oskar von Zoller (1809–1866) war sein Sohn.

## Ehrungen
- In Regensburg gibt es die nach ihm benannte Zollerstraße, von der Sternbergstraße als Stichstraße nach Westen führend.[3]
- Denkmal am Standort: Ostenallee, nahe Hallenbad. Das Denkmal ist der erste Eisenkunstguss in Regensburg.